# جان بلاك
جان بلاك (10 مارس 1989 في جمهورية الكونغو الديمقراطية - ) هو لاعب كرة قدم جمهورية الكونغو الديمقراطية وهولندي في مركز الهجوم. لعب مع إف سي آيندهوفن ونادي تورنهاوت وتوب أوس وDe Treffers ‏ وKrabi F.C. ‏.

## وصلات خارجية
- جان بلاك على موقع قاعدة بيانات كرة القدم.إي يو (الإنجليزية)
- جان بلاك على موقع Soccerway.com (الإنجليزية)
- جان بلاك على موقع GSA (الإنجليزية)